# Pat Quartermain
Pat Quartermain (Garsington, Inglaterra; 16 de abril de 1937 – 20 de diciembre de 2023) fue un futbolista y entrenador de fútbol inglés que jugó en la posición de defensa.

## Carrera

### Jugador
| Periodo   | Club                |
| --------- | ------------------- |
| 1955-1968 | Oxford United FC    |
| 1969–1970 | Cambridge United FC |

### Entrenador
Dirigió al Clanfield FC de 1973 a 1980.

## Logros

### Jugador
- Tercera División de Inglaterra (1): 1967/68
- Southern Football League (3):[3] 1960/61, 1961/62, 1969/70

### Entrenador
- Hellenic Football League (1): 1973/74[4]